# Antón Beiras García
Antón Beiras García, nacido en Santiago de Compostela el 8 de octubre de 1915 y fallecido en Vigo el 1 de abril de 1968, fue un oftalmólogo, humanista y poeta galleguista.

## Trayectoria

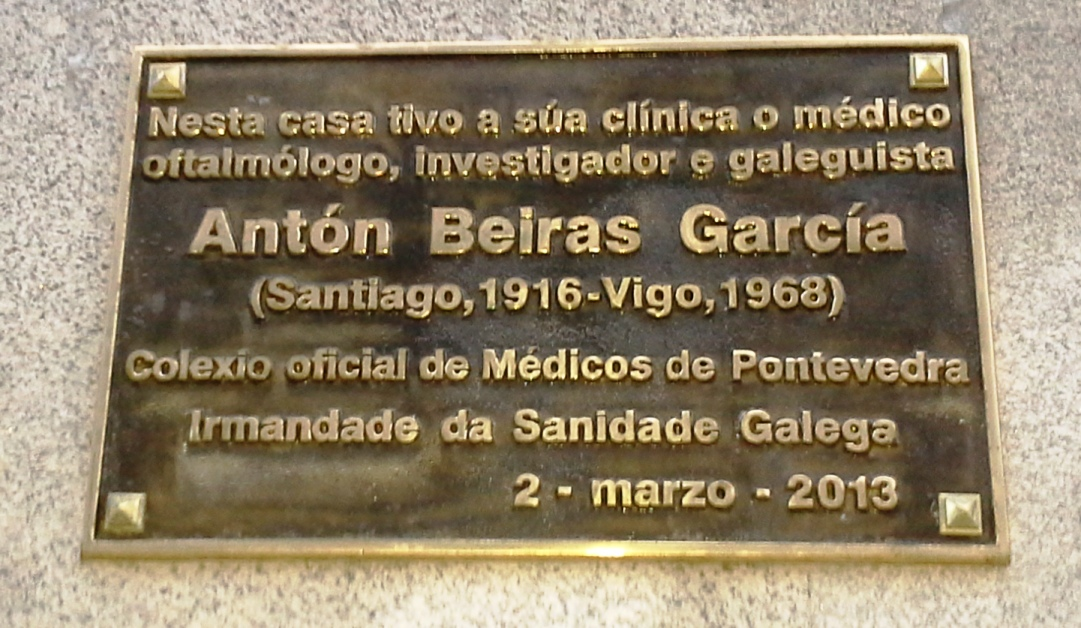
Placa en la casa dónde tuvo su clínica Antón.

Hermano del político gallego Manuel Beiras García y tío de Xosé Manuel Beiras Torrado, Antón Beiras se licenció en Medicina en 1942 en la Universidad de Santiago de Compostela (USC) y en 1946 se asentó definitivamente en Vigo. Se casó en 1947 con la pedagoga Antía Cal. A mediados de los años cincuenta le detectan estrabismo a su hija Antía, por lo que decide comenzar a hacer investigación en esta enfermedad ocular. Además de curar la hija, se convirtió en una referencia de la oftalmología en ese campo y en 1958 publica la que está considerada la primera publicación científica en gallego desde la guerra civil: "Ensaios para mellorar os resultados terapéuticos do estrabismo", en Referatas, la revista de la Academia Médico Quirúrgica Provincial de Pontevedra, que recogía el texto de una conferencia.
En este campo, también fue el inventor del vigoscopio, un aparato que permitía el examen del hondo del ojo, y que nunca se llegó a desarrollar plenamente. En 1962 le conceden el premio de la Sociedad Española de Oftalmología.
Militó activamente en las Mocedades Galleguistas, fue miembro fundador y consejero de la Editorial Galaxia y mantuvo una gran amistad con Otero Pedrayo y otros intelectuales.
Fallecido de cáncer en abril de 1968, recibió el homenaje de la comunidad médica e intelectual de la época (Darío Álvarez Blázquez, Celso Emilio Ferreiro...). Ofició su funeral el jesuita padre Seixas, en la que fue la primera homilía pronunciada en gallego en Vigo luego de la guerra.
El ayuntamiento de Vigo le dedicó una calle.

## Obras
- O arte e a sua historia. Junto con Antía Cal (Ediciones Laiovento, 2017). Estas escritas fueron encontradas 60 años después de su escritura.